# Stratencircuit Toronto

Lay-out stratencircuit Toronto.

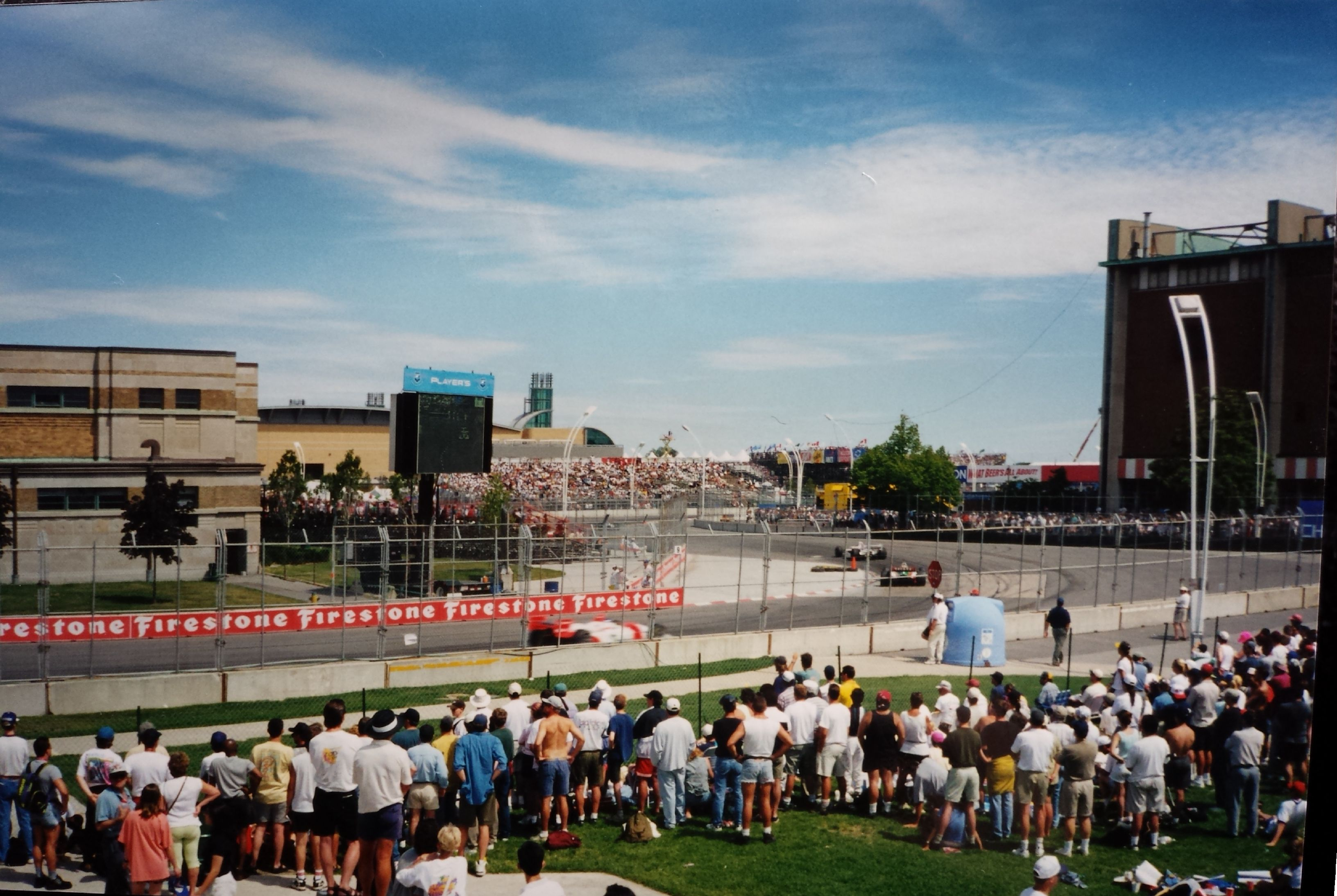
1997 Molson Indy

Het circuit van Toronto is een stratencircuit gelegen op de multifunctionele terreinen van Exhibition Place in de Canadese stad Toronto. Het heeft een lengte van 2,82 km. De eerste Champ Car race op het circuit werd gereden in 1986 en gewonnen door Bobby Rahal. Vanaf dat jaar werd het circuit zonder onderbreking jaarlijks gebruikt voor een race uit het Champ Car kampioenschap, tot deze raceklasse in 2007 ophield te bestaan. Vanaf 2009 staat het circuit op de kalender van de IndyCar Series. Andere raceklassen die te gast waren op het circuit zijn onder meer het Atlantic Championship tussen 1990 en 2007 en de Indy Lights tussen 1986 en 2001. In 2009 staat het circuit opnieuw op het Indy Lights programma.
Recordhouder op het circuit is Michael Andretti met zeven overwinningen. Tijdens de race van 1996 kwamen Amerikaans coureur Jeff Krosnoff en een baancommissaris om het leven.

## Winnaars
Winnaars op het circuit voor een race uit de Champ Car kalender.
| Jaar | Rijder             |
| ---- | ------------------ |
| 1986 | Bobby Rahal        |
| 1987 | Emerson Fittipaldi |
| 1988 | Al Unser Jr.       |
| 1989 | Michael Andretti   |
| 1990 | Al Unser Jr.       |
| 1991 | Michael Andretti   |
| 1992 | Michael Andretti   |
| 1993 | Paul Tracy         |
| 1994 | Michael Andretti   |
| 1995 | Michael Andretti   |
| 1996 | Adrián Fernández   |
| 1997 | Mark Blundell      |
| 1998 | Alex Zanardi       |
| 1999 | Dario Franchitti   |
| 2000 | Michael Andretti   |
| 2001 | Michael Andretti   |
| 2002 | Cristiano da Matta |
| 2003 | Paul Tracy         |
| 2004 | Sébastien Bourdais |
| 2005 | Justin Wilson      |
| 2006 | A.J. Allmendinger  |
| 2007 | Will Power         |

Winnaars op het circuit voor een race uit de IndyCar Series.
| Jaar | Rijder           |
| ---- | ---------------- |
| 2009 | Dario Franchitti |
| 2010 | Will Power       |
| 2011 | Dario Franchitti |
| 2012 | Ryan Hunter-Reay |